# Al-Ubayyid
Al-Ubayyid (jinak také El-Obeid) je město v Súdánu. Je hlavním městem státu Severní Kordofan. V roce 2025 ve městě žilo 560 471 obyvatel, díky čemuž bylo po městech Omdurmán, Chartúm, Chartúm Bahrí, Nyala a Port Sudan šestým nejlidnatějším městem v zemi. 
Město bylo založeno v roce 1821 pašami z Egyptského ejáletu. V roce 1882 bylo město napadeno Mahdíovci a o rok později bylo zcela zničeno. Ještě na konci 19. století však začal opětovný rozvoj města a jeho renovace. Město je velmi významným dopravním uzlem v zemi; nachází se zde železnice a celá řada zpevněných i nezpevněných cest, určených mj. pro cestování na velbloudech. Kromě toho zde končí poutní stezka začínající v Nigérii. V okolí města se hojně produkují arabská guma, jáhly, olejná semena a kolem města je rozšířeno také pastevectví. V Al-Ubayyidě se dále nachází Letiště Al-Ubayyid, Univerzita v Kordofanu a ropná rafinérie. Vedle toho má ve městě pobočku organizace Alliance française a sídlí zde fotbalový klub El Hilal SC El Obeid. Většina obyvatel města vyznává islám, je zde i malá menšina křesťanů. 
V souvislosti s občanskou válkou v Súdánu v roce 2023 bylo město několik měsíců obklíčeno Jednotkami rychlé podpory. V září 2023 jej osvobodily Ozbrojené síly Súdánu. Město má semiaridní až aridní podnebí.  